# Gabriele Frehse

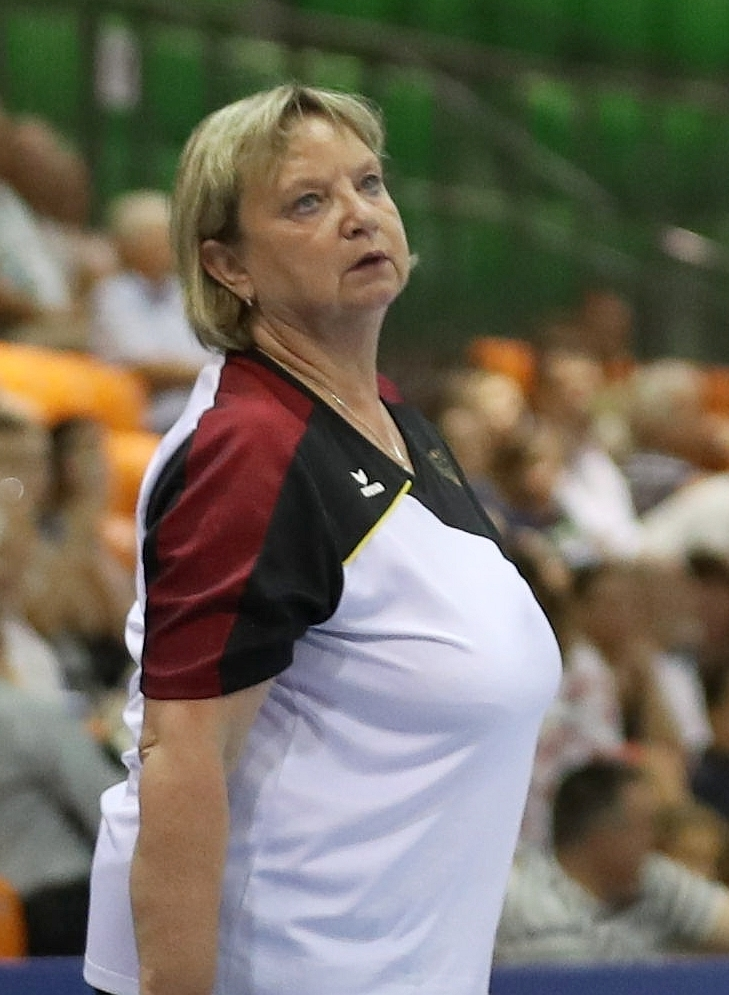
Gabriele Frehse, 2019

Gabriele Frehse (* 1960) ist eine deutsche Turntrainerin.
Sie gehört zu den erfolgreichsten Turntrainerinnen Deutschlands und betreut seit vielen Jahren deutsche Kunstturnerinnen. Unter anderem führte sie Sophie Scheder 2016 zur Bronzemedaille am Stufenbarren bei den Olympischen Spielen und 2017 Pauline Schäfer zum Weltmeistertitel am Schwebebalken.

## Leben

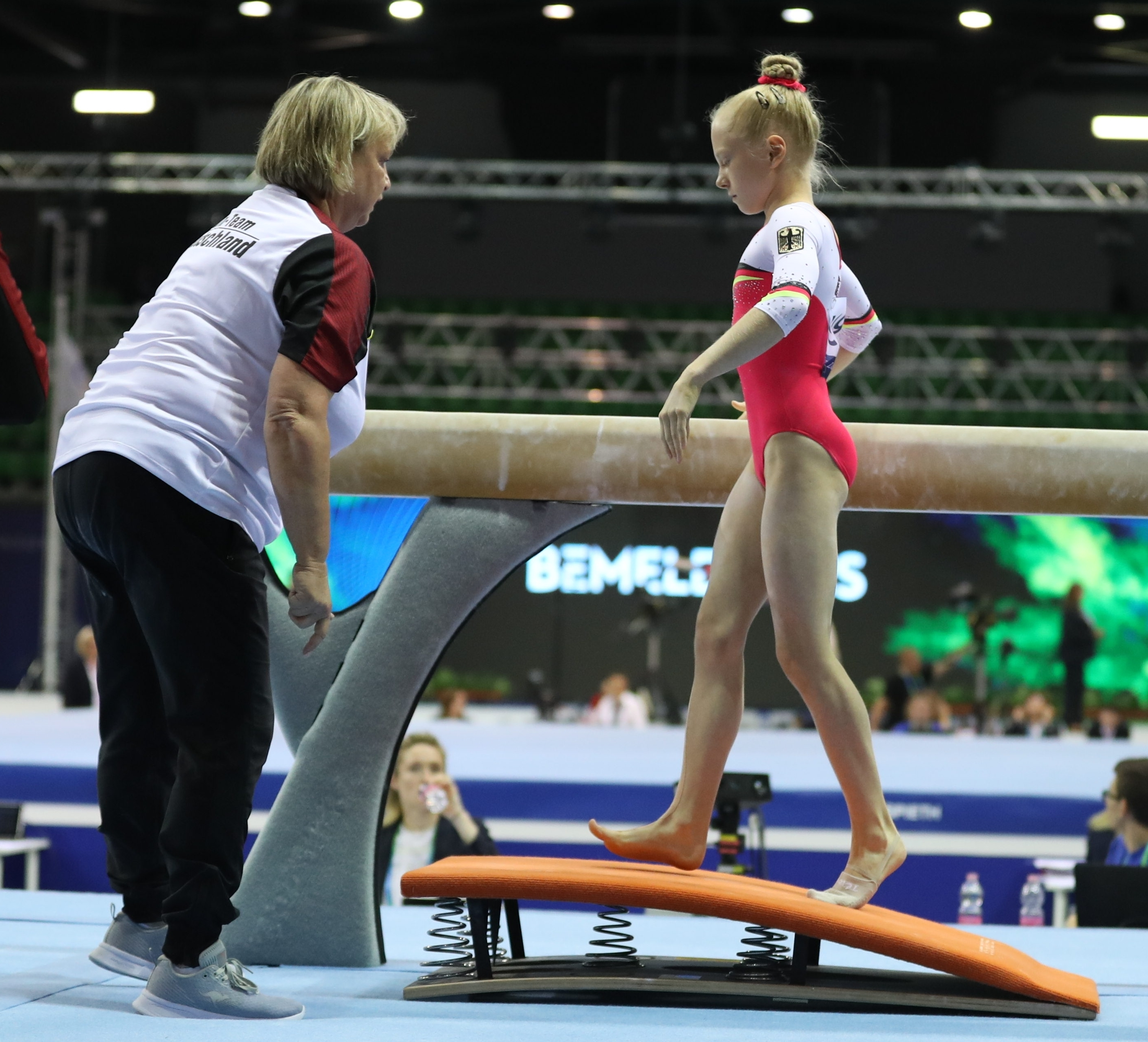
Frehse assistiert ihrer Turnerin Lea Quaas am Schwebebalken (2019)

Im Alter von einem Jahr wurde bei Gabriele Frehse ein angeborener Hüftschaden entdeckt, woraufhin sie zwei Jahre in einem Gipsbett liegen musste. Da sie deswegen nicht turnen durfte, begann sie mit dem Schwimmsport, wo sie Erfolge auf Bezirksebene errang. Sie turnte später doch und hatte früh den Wunsch, Trainerin zu werden. In der 10. Klasse betreute sie ihre erste Gruppe. Während ihrer Lehrzeit begann sie als Trainerin am Trainingszentrum des TuS 1861 Chemnitz-Altendorf, wo sie bis Mai 2021 am dortigen Bundesstützpunkt arbeitete. Frehse arbeitet zudem als Trainerin für den Turn-Bundesligisten TSV Tittmoning. Im Juli 2023 wurde bekannt, dass sie Turnnationaltrainerin des österreichischen Frauenteams wird. Sie erhielt einen Vertrag bis 2025.

## Vorwürfe von Turnerinnen
In einem Artikel des Nachrichtenmagazins Der Spiegel im November 2020 wurde ihr ein fehlerhafter Stil als Trainerin vorgeworfen. Einige Turnerinnen, darunter Pauline Schäfer, bezichtigten Frehse u. a. eines rüden Umgangstones und der nicht sachgemäßen Verabreichung von Medikamenten. Im Dezember 2020 wurde sie freigestellt. Anfang Mai 2021 kündigte der Olympiastützpunkt Sachsen das Arbeitsverhältnis mit der beschuldigten Trainerin mittels einer Verdachtskündigung auf, woraufhin diese eine Kündigungsschutzklage am Arbeitsgericht Chemnitz erhob. Ihr Verein TuS Chemnitz-Altendorf kritisierte die Kündigung der Trainerin. Die Stadt Chemnitz verhängte am 7. Mai 2021  ein Hallenverbot gegen Frehse, das bis zum Abschluss des Arbeitsgerichtsverfahrens galt. Eine Mediation durch die Ethikkommission des Deutschen Olympischen Sportbundes wurde abgelehnt. Bei einer Spendenaktion für die Trainerin kamen bis Anfang Mai 2021 26.000 Euro zusammen.
Im März 2023 stellte die Staatsanwaltschaft Chemnitz die Ermittlungen gegen Frehse und zwei Ärzte wegen des Vorwurfs der fahrlässigen Körperverletzung ein.

## Privates
Frehse ist geschieden und hat eine Tochter.